# NHK囲碁講座
『NHK囲碁講座』（エヌエイチケイいごこうざ）はNHK出版発行の月刊誌で、1986年から刊行、NHK教育テレビで放送される『囲碁の時間』（2012年からは『囲碁フォーカス』）の囲碁講座およびNHK杯テレビ囲碁トーナメントの内容、その他の囲碁情報を掲載する。

## 主な内容
- カラーグラビア
- テレビ囲碁講座テキスト 発行月の各週の講座のテキスト
- NHK杯テレビ囲碁トーナメント 棋譜、解説、写真
  - 少年少女囲碁大会、テレビ囲碁アジア選手権戦、その他プロ、アマチュアの囲碁棋戦の結果、棋譜等
- 囲碁フォーカス「シリーズ棋士に聞く 敗れざる棋士たち」
- 各種囲碁講座
- 段・級囲認定 次の一手
- 各種エッセイ（棋士、著名人など）

## 連載記事の単行本化
- 大島正雄、松田一輝『コミック奥義秘伝囲碁3000年』2000年（1992〜97年連載）
- 横田茂昭『横田茂昭のこの厚みは星なんぼ?』2010年（2009年連載）
- 先崎学『先ちゃんの囲碁放浪記 桂馬の両アタリ』2014年（2007年連載）
- 万波佳奈、万波奈穂『NHK囲碁シリーズ 万波姉妹の明日は勝てるマジカル手筋』2014年（2013年連載）

他多数